# (29148) Palzer
(29148) Palzer est un astéroïde de la ceinture principale.

## Description
(29148) Palzer est un astéroïde de la ceinture principale. Il fut découvert le 10 mai 1988 à La Silla par Werner Landgraf. Il présente une orbite caractérisée par un demi-grand axe de 3,24 UA, une excentricité de 0,18 et une inclinaison de 3,7° par rapport à l'écliptique.

## Compléments